# Sociedade Brasileira de Computação
A Sociedade Brasileira de Computação ou SBC é uma sociedade científica sem fins lucrativos fundada em 1978, que reúne estudantes, professores, profissionais, pesquisadores e entusiastas da área de Computação e Informática de todo o Brasil. A SBC tem como função fomentar o acesso à informação e cultura por meio da informática, promover a inclusão digital, incentivar a pesquisa e o ensino em computação no Brasil, e contribuir para a formação do profissional da computação com responsabilidade social.
Faz parte da Sociedade Brasileira para o Progresso da Ciência e da Federação Internacional para o Processamento da Informação. Além disso, é associada ao Centro Latino-americano de Estudios en Informatica (CLEI) e afiliada à IEEE Computer Society.

## História
A SBC foi fundada em julho de 1978, na cidade de Porto Alegre, RS. Seus congressos surgiram a partir da integração de dois seminários associados, chamados Seminário Integrado de Software e Hardware (SEMISH) e Seminário Sobre Computação na Universidade (SECOMU).

## Objetivos
Visando cumprir sua missão, a SBC tem como finalidades principais:
- Incentivar atividades de ensino, pesquisa e desenvolvimento em computação no Brasil;
- Zelar pela preservação e aprimoramento do espírito crítico, responsabilidade profissional e personalidade nacional da comunidade técnico-científica que atua no setor de computação no país;
- Manter-se permanentemente atenta à política governamental que afeta as atividades de computação no Brasil, no sentido de assegurar a emancipação tecnológica do país;
- Promover por todos os meio academicamente legítimos, através de reuniões, congressos, conferências e publicações, o conhecimento, informações e opiniões que tenham por objetivo a divulgação da ciência e os interesses da comunidade de computação.

Desde 2016 a SBC divulga projetos que considera inovadores e que tenham um propósito educativo, social ou tecnológico. Tem como um dos seus objetivos levar a computação às pessoas que não tem acesso à educação formal.
O projeto dos Gibis, por exemplo, expõe através de pequenas histórias em quadrinhos sobre temas ligados à computação de cunho geral, social e técnico . Há uma publicação que incentiva mulheres a entrar na área onde os homens ainda predominam; há outra desmitificando o verdadeiro significado de “Hacker”. Os Gibis são divididos em seis séries: Informática Ética e Sociedade, Inteligência Artificial, Propriedade intelectual, Computação afetiva, Estrutura de dados e Metodologia científica e tecnológica. O projeto, também conhecido como os "Almanaques para Popularização de Ciência da Computação", é apoiado pelo CNPq e outras instituições.

## Administração
A instituição é regida por um estatuto e administrada por uma diretoria.  A Sociedade também possui um Conselho com funções deliberativas e normativas.
A atual presidente da SBC é a professora Thais Vasconcelos Batista, da  Universidade Federal do Rio Grande do Norte. O vice-presidente é o professor Cristiano Maciel, da Universidade Federal do Mato Grosso. 

#### CSBC
Desde 1980 o Congresso da Sociedade Brasileira de Computação, ou CSBC, ocorre de forma anual promovendo o compartilhamento de experiências na área de computação.
Em 2022, o CSBC ocorrerá do dia 31 de Julho a 05 de Agosto e terá seu tema: Empoderamento Digital: O Papel da Computação na Construção de uma Sociedade Inclusiva e Democrática. O evento será locado nas dependências da Universidade Federal Fluminense, UFF, em Niterói, RJ. 

#### Tadao Takahashi
Foi um dos pioneiros para a internet ser implementada no Brasil. Sendo o fundador da Rede Nacional de Pesquisa do Brasil (RNP), que se juntou com outras intuições , deu-se o inicio a implementação da internet.
Sempre teve interesse em afirmar a importância em prover internet para as pessoas que não tinham condição e transmiti-la para fora das grandes cidades. Em 1999, criou e coordenou A SOCINFO(Programa Nacional para a Sociedade da Informação do Brasil), foi conselheiro da Aliança Global sobre Tecnologia da informação na ONU.
Em 2017 entrou para o Hall da Fama da Internet, que o homenageou pelos seus feitos. Falecido em 8 de abril de 2022, a SBC lamente o falecimento, e afirma que ele deixou um legado de planejamento imensurável.